# Gunung Ajibon
Gunung Ajibon är ett berg i Indonesien.   Det ligger i provinsen Aceh, i den västra delen av landet, 1 700 km nordväst om huvudstaden Jakarta. Toppen på Gunung Ajibon är 1 677 meter över havet.
Terrängen runt Gunung Ajibon är huvudsakligen kuperad, men åt nordväst är den bergig. Runt Gunung Ajibon är det mycket glesbefolkat, med 5 invånare per kvadratkilometer. I omgivningarna runt Gunung Ajibon växer i huvudsak städsegrön lövskog.